# Rivalidad futbolística entre España e Inglaterra
Las selecciones nacionales de Inglaterra e España son rivales históricas, ya que el fútbol es el deporte más popular en ambos países.

## Lista de Partidos
| #    | Fecha                   | Sede           | Competición              | Resultado  | Resultado | Resultado  |
| ---- | ----------------------- | -------------- | ------------------------ | ---------- | --------- | ---------- |
| 1.º  | 15 de mayo de 1929      | Madrid         | amistoso                 | España     | 4–3       | Inglaterra |
| 2.º  | 9 de diciembre de 1931  | Londres        | amistoso                 | Inglaterra | 7–1       | España     |
| 3.º  | 2 de julio de 1950      | Río de Janeiro | Copa del Mundo 1950      | España     | 1–0       | Inglaterra |
| 4.º  | 18 de mayo de 1955      | Madrid         | amistoso                 | España     | 1–1       | Inglaterra |
| 5.º  | 30 de noviembre de 1955 | Londres        | amistoso                 | Inglaterra | 4–1       | España     |
| 6.º  | 15 de mayo de 1960      | Madrid         | amistoso                 | España     | 3–0       | Inglaterra |
| 7.º  | 26 de octubre de 1960   | Londres        | amistoso                 | Inglaterra | 4–2       | España     |
| 8.º  | 8 de diciembre de 1965  | Madrid         | amistoso                 | España     | 0–2       | Inglaterra |
| 9.º  | 24 de mayo de 1967      | Londres        | amistoso                 | Inglaterra | 2–0       | España     |
| 10.º | 3 de abril de 1968      | Londres        | Eurocopa 1968            | Inglaterra | 1–0       | España     |
| 11.º | 8 de mayo de 1968       | Madrid         | Eurocopa 1968            | España     | 1–2       | Inglaterra |
| 12.º | 26 de marzo de 1980     | Barcelona      | amistoso                 | España     | 0–2       | Inglaterra |
| 13.º | 18 de junio de 1980     | Nápoles        | Eurocopa 1980            | España     | 1–2       | Inglaterra |
| 14.º | 25 de marzo de 1981     | Londres        | amistoso                 | Inglaterra | 1–2       | España     |
| 15.º | 5 de julio de 1982      | Madrid         | Copa del Mundo 1982      | España     | 0–0       | Inglaterra |
| 16.º | 18 de febrero de 1987   | Madrid         | amistoso                 | España     | 2–4       | Inglaterra |
| 17.º | 9 de septiembre de 1992 | Santander      | amistoso                 | España     | 1–0       | Inglaterra |
| 18.º | 22 de junio de 1996     | Londres        | Eurocopa 1996            | Inglaterra | 0–0 (4–2) | España     |
| 19.º | 28 de febrero de 2001   | Birmingham     | amistoso                 | Inglaterra | 3–0       | España     |
| 20.º | 17 de noviembre de 2004 | Madrid         | amistoso                 | España     | 1–0       | Inglaterra |
| 21.º | 7 de febrero de 2007    | Manchester     | amistoso                 | Inglaterra | 0–1       | España     |
| 22.º | 11 de febrero de 2009   | Sevilla        | amistoso                 | España     | 2–0       | Inglaterra |
| 23.º | 12 de noviembre de 2011 | Londres        | amistoso                 | Inglaterra | 1–0       | España     |
| 24.º | 13 de noviembre de 2015 | Alicante       | amistoso                 | España     | 2–0       | Inglaterra |
| 25.º | 15 de noviembre de 2016 | Londres        | amistoso                 | Inglaterra | 2–2       | España     |
| 26.º | 8 de septiembre de 2018 | Londres        | Liga de Naciones 2018-19 | Inglaterra | 1–2       | España     |
| 27.º | 15 de octubre de 2018   | Sevilla        | Liga de Naciones 2018-19 | España     | 2–3       | Inglaterra |
| 28.º | 14 de julio de 2024     | Berlín         | Eurocopa 2024            | España     | 2- 1      | Inglaterra |

## Cara a cara
Hasta el 10 de julio de 2024
| Competición      | Part | ING | Emp | ESP |
| ---------------- | ---- | --- | --- | --- |
| Copa del Mundo   | 2    | 0   | 1   | 1   |
| Eurocopa         | 5    | 3   | 1   | 1   |
| Liga de Naciones | 2    | 1   | 0   | 1   |
| Amistosos        | 19   | 9   | 2   | 8   |
| Total            | 28   | 13  | 4   | 11  |

## Goleadores
| #   | Jugador          | Goles |
| --- | ---------------- | ----- |
| 1.º | Gary Lineker     | 4     |
| 2.º | Joe Carter       | 2     |
| 2.º | Gaspar Rubio     | 2     |
| 2.º | Jack Smith       | 2     |
| 2.º | Tommy Johnson    | 2     |
| 2.º | Sammy Crooks     | 2     |
| 2.º | Bill Perry       | 2     |
| 2.º | Eulogio Martínez | 2     |
| 2.º | Bobby Smith      | 2     |
| 2.º | Jimmy Greaves    | 2     |
| 2.º | Roger Hunt       | 2     |
| 2.º | Tony Woodcock    | 2     |
| 2.º | Marcus Rashford  | 2     |
| 2.º | Raheem Sterling  | 2     |

## Rivalidad femenina
| #    | Fecha                    | Sede            | Competición                        | Resultado  | Resultado | Resultado  |
| ---- | ------------------------ | --------------- | ---------------------------------- | ---------- | --------- | ---------- |
| 1.º  | 19 de diciembre de 1993  | Osuna           | clasificatorio Eurocopa 1995       | España     | 0–0       | Inglaterra |
| 2.º  | 20 de febrero de 1994    | Bradford        | clasificatorio Eurocopa 1995       | Inglaterra | 0–0       | España     |
| 3.º  | 8 de septiembre de 1996  | Montilla        | clasificatorio Eurocopa 1997       | España     | 2–1       | Inglaterra |
| 4.º  | 29 de septiembre de 1996 | Birkenhead      | clasificatorio Eurocopa 1997       | Inglaterra | 1–1       | España     |
| 5.º  | 22 de marzo de 2001      | Luton           | amistoso                           | Inglaterra | 4–2       | España     |
| 6.º  | 25 de noviembre de 2007  | Shrewsbury      | clasificatorio Eurocopa 2009       | Inglaterra | 1–0       | España     |
| 7.º  | 2 de octubre de 2008     | Zamora          | clasificatorio Eurocopa 2009       | España     | 2–2       | Inglaterra |
| 8.º  | 1 de abril de 2010       | Londrés         | clasificatorio Copa del Mundo 2011 | Inglaterra | 1–0       | España     |
| 9.º  | 19 de junio de 2010      | Aranda de Duero | clasificatorio Copa del Mundo 2011 | España     | 2–2       | Inglaterra |
| 10.º | 12 de julio de 2013      | Linköping       | Eurocopa 2013                      | Inglaterra | 2–3       | España     |
| 11.º | 25 de octubre de 2016    | Guadalajara     | amistoso                           | España     | 1–2       | Inglaterra |
| 12.º | 23 de julio de 2017      | Breda           | Eurocopa 2017                      | Inglaterra | 2–0       | España     |